# Pijana Gora
Pijana Gora este o localitate din comuna Krško, Slovenia, cu o populație de 6 locuitori.